# Public Land Mobile Network
Als Public Land Mobile Network (PLMN; deutsch: öffentliches terrestrisches Mobilfunknetz) bezeichnet man öffentliche Mobilfunknetze mit Sendemasten, die also nicht satellitengestützt sind (engl. Mobile Satellite Systems) wie Iridium und Globalstar. Daneben existiert das Festnetz, auch PSTN (engl. Public Switched Telephone Network) genannt.
Im Zusammenhang mit Roaming spricht man von VPLMN V(isited)PLMN (oder kurz VP) und H(ome)PLMN (oder kurz HP), wobei Visited den Anbieter bezeichnet, in dessen Netz man telefoniert und Home den Anbieter meint, bei dem die verwendete SIM-Karte registriert ist.

## Identifizierung
Jedes PLMN wird durch eine weltweit eindeutige Kennung identifiziert, die sich aus den Bestandteilen MCC (dreistelliger Mobile Country Code) und MNC (zweistelliger oder dreistelliger Mobile Network Code) zusammensetzt. Diese PLMN-Kennung wird manchmal kurz ebenfalls als PLMN bezeichnet.

### Beispiel
Deutschland hat den MCC 262. Vodafone hat in Deutschland den MNC 02. Vodafone Deutschland hat also die PLMN-Kennung 26202.

## Deutschland
In Deutschland werden PLMNs nach den Standards GSM, UMTS und  LTE von Telekom, Vodafone und Telefónica und zum Teil von der DB Netz betrieben.